# 蓑輪裕之
蓑輪 裕之（みのわ ひろゆき、1952年 12月28日 ）は、ジャズ・ベーシスト、コントラバス奏者。

## 人物
大阪府高槻市生まれ。3歳の頃よりクラシック・ピアノを習い始める。10歳を過ぎる頃より、ビートルズやプレスリーをカヴァーする実力を持つ。
大阪府立春日丘高等学校卒業。高校在学中より、ライブハウスで、ジャズ・ベーシストとして、プロとしての活動を始める。高校卒業後、横須賀U.S.Baseのクラブ・ミュージシャンとして、ステージに立つ。その後、1972年に名古屋芸術大学へ入学、本格的にコントラバスを専攻する。大学卒業後、旧西ドイツ国立シュトゥットガルト音楽大学マスターコースにて、教授のフィリッツ・ラオに師事。1978年より旧西ドイツ国立ロベルトシューマン音楽大学マスターコースにて、ルードウィッヒ・エシュマン教授にドイツ・モダン・コントラバス奏法を師事、習得。在学中より国立シュトゥットガルト・オペラハウス、国立デュッセルドルフ・オペラハウス等への出演ほか、ヨーロッパ各地でのコンサート活動を行う。
1980年に帰国。高槻市にジュピター音楽院を設立し、1997年より大阪インターナショナルスクールにて在日アメリカ人及び帰国子女を対象にジャズ・バンドの指導に当たる。1991年から1997年まで、タンゴ楽団「アストロリコ」のコントラバスを担当。
1999年より実現した「高槻ジャズストリート」の総合企画、運営に携わり代表を務める。
2015年6月3日から8日まで開催されたブリスベン・インターナショナル・ジャズ・フェスティバルに招聘され、自己のトリオと共に、現地のブルース・ウッドワード (ギター)、メリッサ・フォーブス (ボーカル)とも共演。地元新聞やメディアで高く評価される。
2018年10月第73回文化庁芸術祭参加公演「和JAZZ」コンサートを開催。豊竹芳穂太夫(文楽太夫・浄瑠璃語り)と、義太夫《心中天網島》常磐津美佐希と、常磐津《乗合船》を、自己のジャズ・トリオと共演。ジャズと古典芸能とのコラボレーションは芸術祭総覧において、高い評価を受ける。

## 主な共演者
グラミー賞シンガーのダイアン・シューア (ボーカル)をはじめ、ニューヨーク・ヴォイセス (コーラス)、リー・コニッツ (サックス)、スコット・ハミルトン (サックス)、アーネスティン・アンダーソン (ボーカル)、ローランド・ハナ (ピアノ)、バッキー・ピザレリ (ギター)、ウォーレン・ヴァシェ (トランペット)、ジェームス・ムーディ (サックス)、グラディ・テイト (ドラム)、ハワード・アルデン (ギター)、ハリー・アレン (サックス)、ジェフ・ハミルトン (ドラム)、ケン・ペプロウスキー (クラリネット) 等々、ジャズ界を代表するミュージシャンと深い親交を持つ。